# 南福克鎮區 (密蘇里州豪厄爾縣)
南福克鎮區（英語：South Fork Township）是位於美國密蘇里州豪厄爾縣的一個行政鎮區。

## 地方資料
南福克鎮區的面積為173.11平方千米，當中陸地面積為172.83平方千米，而水域面積為0.28平方千米。根據2020年美國人口普查的數據，當地共有人口1525人，而人口密度為每平方千米8.81人。